# Alyaksey Kazlow
Alyaksey Petrovitch Kazlow (biélorusse : Аляксей Пятровіч Казлоў) (né le 11 juillet 1989 à Minsk à l'époque en RSS biélorusse et aujourd'hui en Biélorussie) est un joueur de football biélorusse, qui évolue au poste de milieu de terrain.

## Biographie

### Carrière en club
Il joue quatre matchs en Ligue Europa avec le club du Torpedo Jodzina.

### Carrière en sélection
Il participe avec la sélection biélorusse aux Jeux olympiques d'été de 2012. Lors du tournoi olympique, il joue trois matchs : contre la Nouvelle-Zélande, le Brésil, et l'Égypte.

## Palmarès
Torpedo Jodzina
- Coupe de Biélorussie
  - Finaliste : 2010.

- Supercoupe de Biélorussie :
  - Finaliste : 2011.